# Hoa hậu Philippines
Hoa hậu Philippines (Tiếng Filipino: Binibining Pilipinas) là cuộc thi sắc đẹp cấp quốc gia lâu đời và danh giá bậc nhất của Philippines. Người chiến thắng của cuộc thi sẽ đại diện Philippines tham dự Hoa hậu Quốc tế tổ chức vào năm kế tiếp. Cuộc thi Hoa hậu Philippines cũng được quyền cử đại diện đi tham dự cuộc thi Hoa hậu Hoàn cầu.
Năm 2019 là năm cuối cùng cuộc thi giữ bản quyền cử thí sinh tham gia cuộc thi Hoa hậu Hoàn vũ và Hoa hậu Siêu Quốc gia. Từ năm 2020, cuộc thi Hoa hậu Hoàn vũ Philippines (Miss Universe Philippines) sẽ đảm nhiệm việc cử thí sinh tham gia hai cuộc thi này. Người đoạt vương miện Binibining Pilipinas sẽ trở thành đại diện tranh tài tại Hoa hậu Quốc tế. Đến năm 2022, cuộc thi tiếp tục từ bỏ bản quyền Hoa hậu Hòa bình Quốc tế và Hoa hậu Liên lục địa.
Cuộc thi Binibining Pilipinas được tổ chức thường niên từ năm 1964. Chủ tịch của cuộc thi là bà Stella Marquez, Hoa hậu Quốc tế 1960. Đương kim Binibining Pilipinas là Angelica Lopez đến từ Palawan, cô sẽ đại diện Philippines tại Hoa hậu Quốc tế 2024.

## Người chiến thắng gần đây
| Năm  | Danh hiệu                         | Hoa hậu                     | Ghi chú     |
| ---- | --------------------------------- | --------------------------- | ----------- |
|      |                                   |                             |             |
| 2018 | Hoa hậu Hoàn vũ Philippines       | Catriona Elisa Gray         | [ 2 ] [ 3 ] |
| 2018 | Hoa hậu Quốc tế Philippines       | Maria Ahtisa Manalo         | [ 2 ] [ 3 ] |
| 2018 | Hoa hậu Siêu quốc gia Philippines | Jehza Mae Huelar            | [ 2 ] [ 3 ] |
| 2018 | Hoa hậu Hòa bình Philippines      | Eva Psychee Patalinjug      | [ 2 ] [ 3 ] |
| 2018 | Hoa hậu Liên lục địa Philippines  | Karen Juanita Gallman       | [ 2 ] [ 3 ] |
| 2018 | Hoa hậu Hoàn cầu Philippines      | Michele Theresa Gumabao     | [ 2 ] [ 3 ] |
| 2018 | Á hậu 1                           | Vickie Marie Rushton        | [ 2 ] [ 3 ] |
| 2018 | Á hậu 2                           | Samantha Mae Bernardo       | [ 2 ] [ 3 ] |
|      |                                   |                             |             |
| 2019 | Hoa hậu Hoàn vũ Philippines       | Gazini Ganados              | [ 4 ] [ 5 ] |
| 2019 | Hoa hậu Quốc tế Philippines       | Bea Patricia Magtanong      | [ 4 ] [ 5 ] |
| 2019 | Hoa hậu Siêu quốc gia Philippines | Resham Saeed                | [ 4 ] [ 5 ] |
| 2019 | Hoa hậu Hòa bình Philippines      | Maria Andrea Abesamis       | [ 4 ] [ 5 ] |
| 2019 | Hoa hậu Liên lục địa Philippines  | Emma Mary Tiglao            | [ 4 ] [ 5 ] |
| 2019 | Hoa hậu Hoàn cầu Philippines      | Leren Mae Bautista          | [ 4 ] [ 5 ] |
| 2019 | Á hậu                             | Samantha Mae Bernardo       | [ 4 ] [ 5 ] |
|      |                                   |                             |             |
| 2020 | Hoa hậu Hòa bình Philippines      | Samantha Mae Bernardo       | [ 6 ] [ 7 ] |
|      |                                   |                             |             |
| 2021 | Hoa hậu Quốc tế Philippines       | Hannah Arnold               | [ 8 ] [ 9 ] |
| 2021 | Hoa hậu Hòa bình Philippines      | Samantha Alexandra Panlilio | [ 8 ] [ 9 ] |
| 2021 | Hoa hậu Liên lục địa Philippines  | Cinderella Faye Obeñita     | [ 8 ] [ 9 ] |
| 2021 | Hoa hậu Hoàn cầu Philippines      | Maureen Ann Montagne        | [ 8 ] [ 9 ] |
| 2021 | Á hậu 1                           | Gabrielle Camille Basiano   | [ 8 ] [ 9 ] |
| 2021 | Á hậu 2                           | Meiji Cruz                  | [ 8 ] [ 9 ] |
|      |                                   |                             |             |
| 2022 | Hoa hậu Quốc tế Philippines       | Nicole Borromeo             |             |
| 2022 | Hoa hậu Hòa bình Philippines      | Roberta Angela Tamondong    |             |
| 2022 | Hoa hậu Liên lục địa Philippines  | Gabrielle Camille Basiano   |             |
| 2022 | Hoa hậu Hoàn cầu Philippines      | Chelsea Lovely Fernandez    |             |
| 2022 | Á hậu 1                           | Herlene Nicole Budol        |             |
| 2022 | Á hậu 2                           | Stacey Daniella Gabriel     |             |